# Ophiopogon corifolius
Ophiopogon corifolius är en sparrisväxtart som beskrevs av Fa Tsuan Wang och Lun Kai Dai. Ophiopogon corifolius ingår i släktet Ophiopogon och familjen sparrisväxter. Inga underarter finns listade i Catalogue of Life.